# Zellberg
Zellberg je obec v Rakousku ve spolkové zemi Tyrolsko v okrese Schwaz.
Žije zde 630 obyvatel (1. 1. 2011).